# Lomba (Gondomar)
Lomba is een plaats (freguesia) in de Portugese gemeente Gondomar en telt 1 711 inwoners (2001).